# Seraina Rohrer

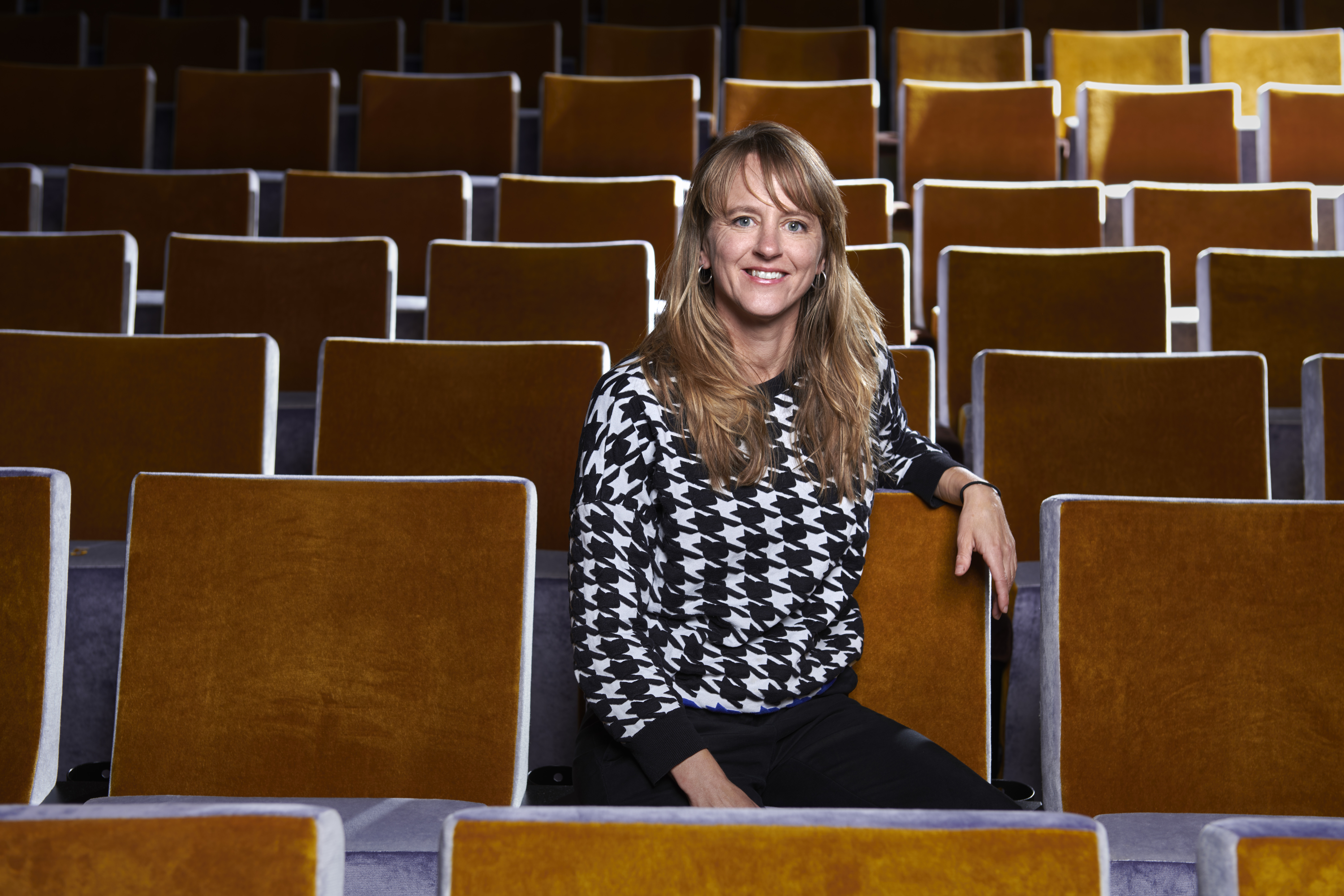
Seraina Rohrer (2022)

Seraina Rohrer (* 19. Dezember 1977 in Männedorf) ist eine Schweizer Publizistin und Filmwissenschaftlerin.

## Leben und Leistungen
Rohrer studierte Filmwissenschaft und Publizistik an der Universität Zürich. Sie leitete mehrere Jahre das Pressebüro des Locarno Film Festivals und koordinierte die Lancierung des nationalen Pilotprojekts „Réseau Cinéma CH“, eine Kooperation der Schweizer Fachhochschulen und Universitäten im Bereich Filmausbildung. Zudem war sie Mitglied der Fachkommission "Fiktion" der Zürcher Filmstiftung und verfasste eine Dissertation zum Thema „Transnationale Low-Budget-Produktionen“ an der Universität Zürich und der UCLA. Als Kuratorin und freie Publizistin hat sie im In- und Ausland gearbeitet, unter anderem schrieb sie zwischen 2012 und 2015 eine monatliche Kolumne für die NZZ am Sonntag. Sie arbeitete und lebte mehrere Jahre in Mexiko und den USA und hat diverse Texte zum lateinamerikanischen Kino verfasst, darunter auch das Buch "La India María: Mexploitation and the films of María Elena Velasco", das erstmals die Arbeit der mexikanischen Schauspiel-Ikone La India María beleuchtet. Von 2011 bis Ende 2019 leitete sie die Werkschau des Schweizer Films, die Solothurner Filmtage. Nach dem Festivalgründer Stephan Portmann und seinem Nachfolger Ivo Kummer war Seraina Rohrer die erste Frau, die sich für Programm und Organisation der Solothurner Filmtage verantwortlich zeigte. Sie ist Stiftungsrätin in verschiedenen Stiftungen, u. a. der UBS-Kulturstiftung sowie Verwaltungsrätin der Neugass Kino AG (Kinos Riffraff, Houdini und Bourbaki).
2020 wechselte Rohrer zur Kulturstiftung Pro Helvetia. Sie verantwortet die Leitung des neuen Bereichs Innovation und Gesellschaft und ist Mitglied der Geschäftsleitung. Unter ihrer Leitung entwickelt die Stiftung neue Schwerpunkte zu Transformationsthemen. Rohrer lancierte beispielsweise Programme zur Steigerung der Chancengleichheit und Diversität oder auch zu neuen Kollaborationen zwischen Kunst, Wissenschaft und Technologie.
Auf August 2024 wird sie neu die Leitung der Fachstelle Kultur des Kantons Zürich übernehmen.
Seraina Rohrer hat zwei Kinder.

## Werke
- La India María: Mexploitation and the films of María Elena Velasco, Monographie, University of Texas Press, Austin 2017.[7]
- Prolog: Auch das ist die Schweiz. In: Lutz, Philipp (Hrsg.): Neuland – Schweizer Migrationspolitik im 21. Jahrhundert.[8] Die Schweiz: Nicht nur Alpen in Sicht. In: Die Macht der Bilder – die Macht der Worte. Haus Dokumentarfilms, Stuttgart 2016, 2–9.
- Mexikaner erneuern Hollywood, in: Frame, 2016[9]
- Wie der Film Machete und der Rebell Robert Rodriguez ein exzessiv entgrenztes Publikum konstruieren.[10]
- Revolution in 35 mm, in: Du Kulturmagazin, 804, März 2010, 74–79.[11]
- Stereotyping in the films of La India María[12]
- Weder von hier noch von dort. Die Grenze USA-Mexiko, ein beliebter Schauplatz für Filme, in: Rosa, Nummer 39, Herbst 2009, 28–30.
- Magischer Realismus im Film, in: Christen, Thomas; Blanchet, Robert (Hrsg.): Einführung in die Filmgeschichte. New Hollywood bis Dogma 95.[13]
- Lektüre von Stop-Aids-Spots. Was Präventionskurzfilme bewirken können, Monographie[14]